# Structure spatiale

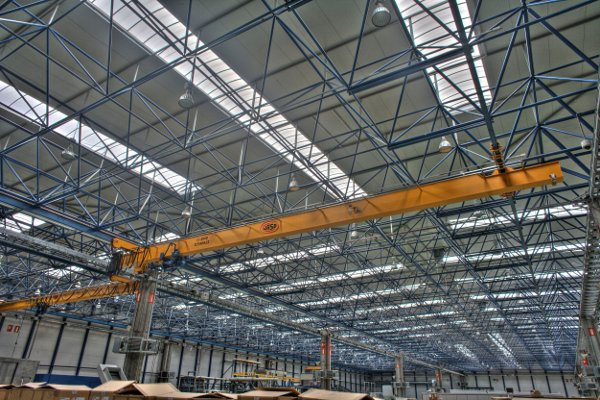
Le toit de ce bâtiment industriel est pris en charge par une structure de trame spatiale.

Si une force est appliquée sur le nœud bleu, et que la barre rouge n'est pas présente, le comportement de la structure dépend complètement de la rigidité de flexion du nœud bleu. Si la barre rouge est présente, et la flexion de la rigidité du nœud bleu est négligeable par rapport à l'apport de la rigidité de la barre rouge, le système peut être calculé à l'aide d'une matrice de rigidité en négligeant les facteurs angulaires.

En architecture et en en ingénierie des structures, une armature spatiale, ou structure spatiale ou encore structure réticulaire (en anglais spaceframe) est un treillis, léger et rigide, construit à partir d'entretoises verrouillées en motif géométrique.
Les structures spatiales peuvent être utilisées pour couvrir de larges zones avec peu de supports intérieurs. Comme la poutre, la structure spatiale  est forte en raison de la rigidité inhérente du triangle; les forces de flexion (moments de flexion) sont transmises sous forme de forces de tension et de compression le long de la longueur de chaque jambe.

## Histoire
Entre 1898 et 1908, Alexander Graham Bell développa des structures spatiales basées sur la géométrie tétraédrique,. Il cherchait à les utiliser pour construire des châssis rigides pour l'ingénierie nautique et aéronautique, la poutre tétraédrique étant l'une de ses inventions. 
En 1943, le Dr Ing. Max Mengeringhausen développa le système de quadrillage de l'espace appelé MERO (acronyme de l'allemand MEngeringhausen ROhrbauweise), amorçant ainsi l'emploi de poutres spatiales dans l'architecture. La méthode couramment utilisée joint des membres tubulaires individuels aux nœuds (en forme de boule). 
Stéphane du Château en France a inventé le système Tridirectional SDC (1957), le système Unibat (1959) et Pyramitec (1960),. Une méthode de support en arborescence a été développée pour remplacer les colonnes individuelles. 
En 1961, Buckminster Fuller breveta la poutre octet, se concentrant sur les structures architecturales.

## Les méthodes de conception
Les structures spatiales sont généralement conçues à l'aide d'une matrice de rigidité. Sa caractéristique principale dans une structure architecturale, c'est d'être indépendante des angles. Si les joints sont suffisamment rigides, les déviations angulaires peuvent être négligées, ce qui simplifie les calculs.

### Aperçu

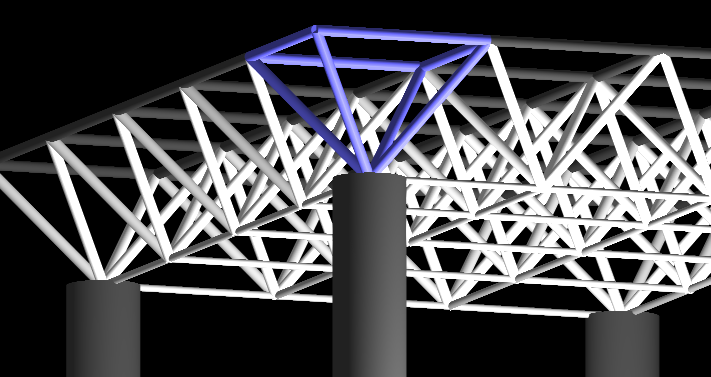
Structure spatiale de toit simplifiée, avec le demi-octaèdre mis en surbrillance en bleu

La forme la plus simple de la structure spatiale est une dalle horizontale de pyramides à base carrée et de tétraèdres construits en jambes de force tubulaires en aluminium ou en acier. Cela ressemble au foc horizontal d'une grue à tour répété de nombreuses fois pour le rendre plus large. Une forme plus solide est composée d'assemblage de tétraèdres dans laquelle toutes les entretoises ont une longueur unique. C'est une matrice vectorielle isotrope, ou une poutre en octet d'une seule unité de largeur mise en treillis. Des variantes plus complexes changent la longueur des jambes pour courber l'ensemble de la structure, ou intègrent d'autres formes géométriques.

## Types
Il existe trois systèmes de structures spatiales nettement différents entre eux.

### Classification par courbure

#### L'espace plan couvrant.
Ces structures sont composées de sous-structures planaires. Leur comportement est similaire à celui d'une plaque dans laquelle les déformations dans le plan sont transmises par les barres horizontales et les forces de cisaillement sont prises en charge par les diagonales.

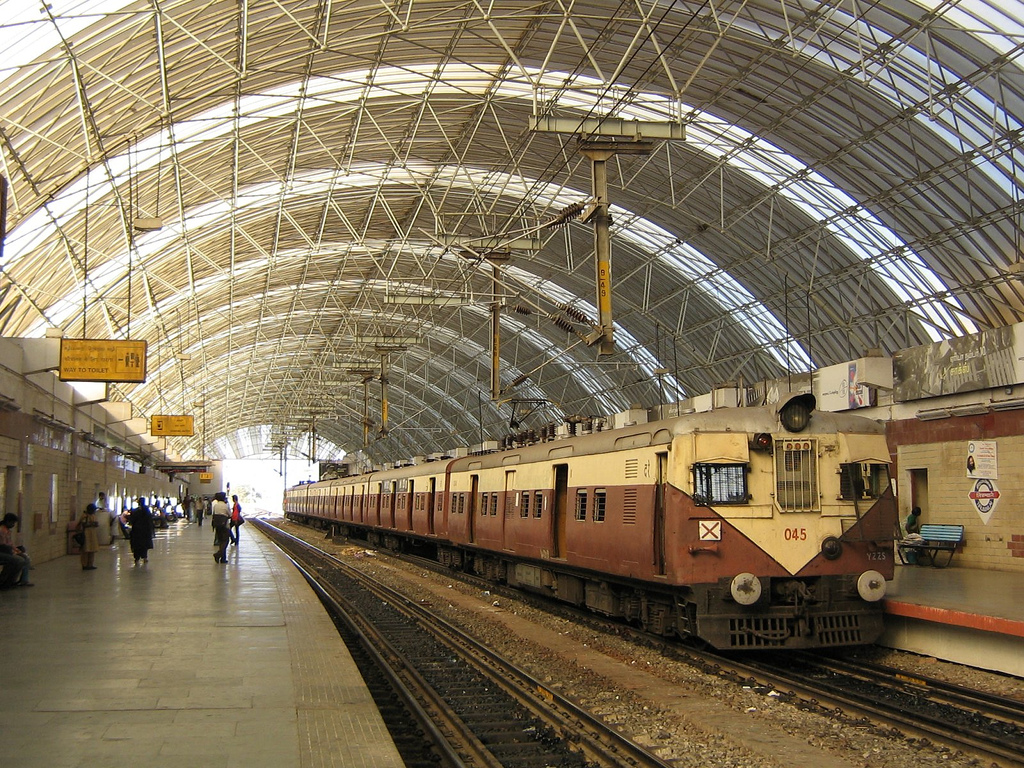
Cette gare est constituée d'une voûte en structure en berceau.

#### Les voûtes en berceau.
Ce type de voûte a une section transversale d'un simple arc. Habituellement, ce type de structure spatiale n'a pas besoin d'utiliser des modules tétraédrique ou des pyramides comme partie de son soutien.

#### Dômes
Des dômes sphériques et d'autres composés de courbes nécessitent généralement l'utilisation de modules tétraédrique ou des pyramides, et l'assistance d'une peau.

### Classification par agencement des éléments

#### Grille à couche unique
Tous les éléments sont situés sur la surface à approcher.

#### Grille à double couche
Les éléments sont organisés en deux couches parallèles maintenues à une certaine distance. Chacune des couches forme un treillis de triangles, de carrés ou d'hexagones dans lequel la projection des nœuds dans la couche peuvent se chevaucher ou être déplacés les uns par rapport aux autres. Des barres diagonales connectent les nœuds des deux couches dans différentes directions dans l'espace. Dans ce type de mailles, les éléments sont associés en trois groupes: le haut-cordon, cordon et cordon inférieur diagonal.

#### Triple couche de grille
Les éléments sont placés dans trois couches parallèles, reliés par les diagonales. Ils sont presque toujours à plat.

### D'autres exemples de structure spatiale

#### Structures métalliques plissées
Créées pour tenter de résoudre les problèmes que posaient le coffrage et le coulage du béton. Exécutées généralement avec des joints soudés, mais peuvent utiliser des articulations préfabriquées, ce qui en fait des structures spatiales.

#### La couverture pendue
Les dessins sur le câble tendu[pas clair], la colonne vertébrale[pas clair] et l'arc caténaire antifuniculaire[pas clair] montrent leur capacité à canaliser les forces théoriquement mieux que tous les autres, ont une gamme infinie de possibilités pour la composition et l'adaptabilité à tout type de couverture d'usine, ou assurent la vaillance[pas clair]. Cependant, des inexactitudes dans la forme entraînent des forces dans les brins (idéalement la structure s'adapte dynamiquement à l'état de charge) et le risque de flexion de l'arc et de contraintes sont des problèmes qui nécessitent une pré-compression et une précontrainte des éléments. Bien que dans la plupart des cas ce soit la solution technique la moins chère et la mieux adaptée à l'acoustique et à la ventilation de l'enceinte, elles sont exposées à des vibrations.

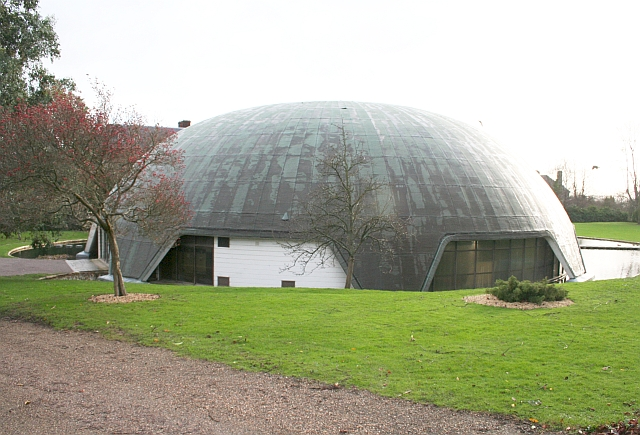
Ce dôme est une structure en béton parashell. Il a été construit à l'aide d'une technique pionnière où le béton est coulé dans une membrane néoprène spéciale gonflée ensuite pneumatiquement.

Structures Pneumatiques
Comme la membrane de fermeture est sous pression, la structure peut être considérée dans ce groupe.

## Applications

### Construction
Les structures spatiales sont communes dans la construction du bâtiment moderne; elles sont souvent trouvées dans des bâtiments modernistes commerciaux et industriels ayant un grand toit.
Exemples de bâtiments basés sur des structures spatiales:
- Aéroport international de Pékin-Daxing, par Zaha Hadid Architects
- L'aéroport de Stansted, par Foster and Partners
- Tour de la Bank of China et la Pyramide du Louvre, par Ieoh Ming Pei
- Rogers Centre par Rod Robbie et Michael Allan
- McCormick Place à l'Est de Chicago
- Eden Project, Cornouailles, Angleterre
- Avicii Arena, Suède, dôme d'un diamètre de 110 m, (1989)
- Biosphère 2 par John P. Allen, Phil Hawes, Peter Jon Pearce à Oracle, Arizona
- Jacob K. Javits Convention Center, New York City, New York
- L'Aéroport International de Sotchi à Sotchi, Russie

Les grandes scènes portables et les portiques d'éclairage sont aussi souvent construits à partir de structures spatiales et poutres en octet.

### Véhicules

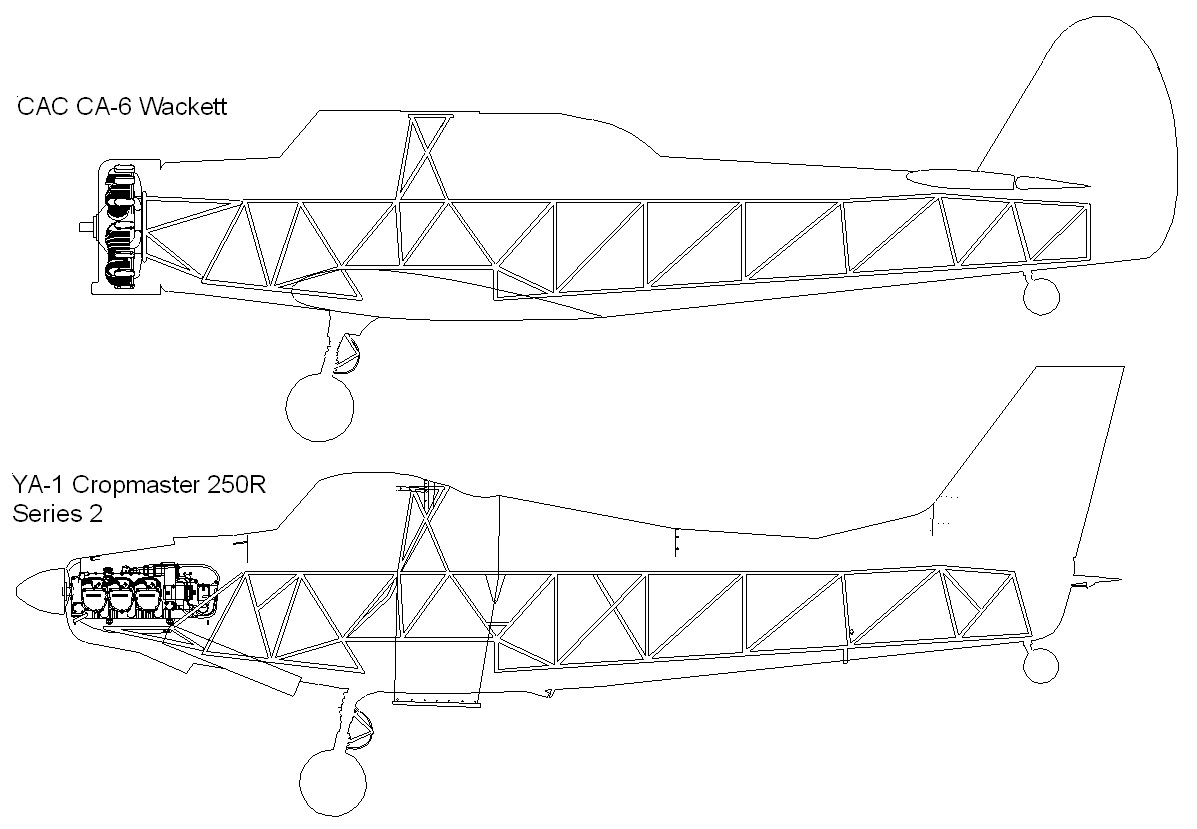
Châssis des Yeoman YA-1 et CA-6 Wackett.

#### Avions
Les avions CAC CA-6 Wackett et Yeoman YA-1 Cropmaster 250R furent construits en utilisant à peu près le même fuselage en tubes d'acier soudé.

#### Voitures
Les structures spatiales sont parfois utilisées dans les châssis d'automobiles et de motocycles. Dans les châssis à structure spatiale et les châssis-cadre à tubes, la suspension, le moteur et les panneaux de carrosserie sont attachés au squelette de tubes, et les panneaux de carrosserie n'ont pas de fonction structurelle, où très peu. En revanche, dans une conception monocoque, la carrosserie fait partie intégrante de la structure.
Les châssis-cadres à tubes précèdent les châssis à structure spatiale et sont un développement des premiers châssis en échelle. L'avantage d'utiliser des tubes plutôt que des sections carrées ou rectangulaires, c'est qu'ils résistent mieux aux forces de torsion. Certains châssis tube n'étaient guère plus qu'un châssis échelle fabriqué avec deux tubes de grand diamètre, ou même un seul tube comme châssis central. Bien que de nombreux châssis tubulaires soient renforcés par d'autres tubes et soient même décrits comme étant des « spaceframes », ils ont rarement été conçus en tant que châssis à structure spatiale et ils se comportent mécaniquement comme un châssis en échelle, avec des supports additionnels pour raccorder la suspension, le moteur, etc. Ce qui distingue le vrai châssis à structure spatiale est que toutes les forces dans chaque jambe sont soit en traction soit en compression, mais jamais en flexion. Bien que certains de ces tubes portent des charges supplémentaires, ils ont rarement été diagonalisés en un châssis à structure spatiale rigide.
Le premier vrai châssis à structure spatiale fut produit dans les années 1930 par des stylistes tels que Buckminster Fuller et William Bushnell Stout (la Dymaxion et la Stout Scarab) qui comprirent la théorie du véritable châssis à structure spatiale, à partir de l'architecture ou du dessin d'avion.
La première voiture de course à arborer un châssis à structure spatiale était la Cisitalia D46 de 1946. Elle utilisait,  le long de chaque côté, deux tubes de petit diamètre, espacés verticalement par de petits tubes et qui n'étaient donc pas diagonalisés dans n'importe quel plan. Un an plus tard, Porsche créa la Type 360 pour Cisitalia. Parce qu'il comprenait des tubes en diagonale, il peut être considéré comme le premier vrai châssis à structure spatiale en fabrication automobile.

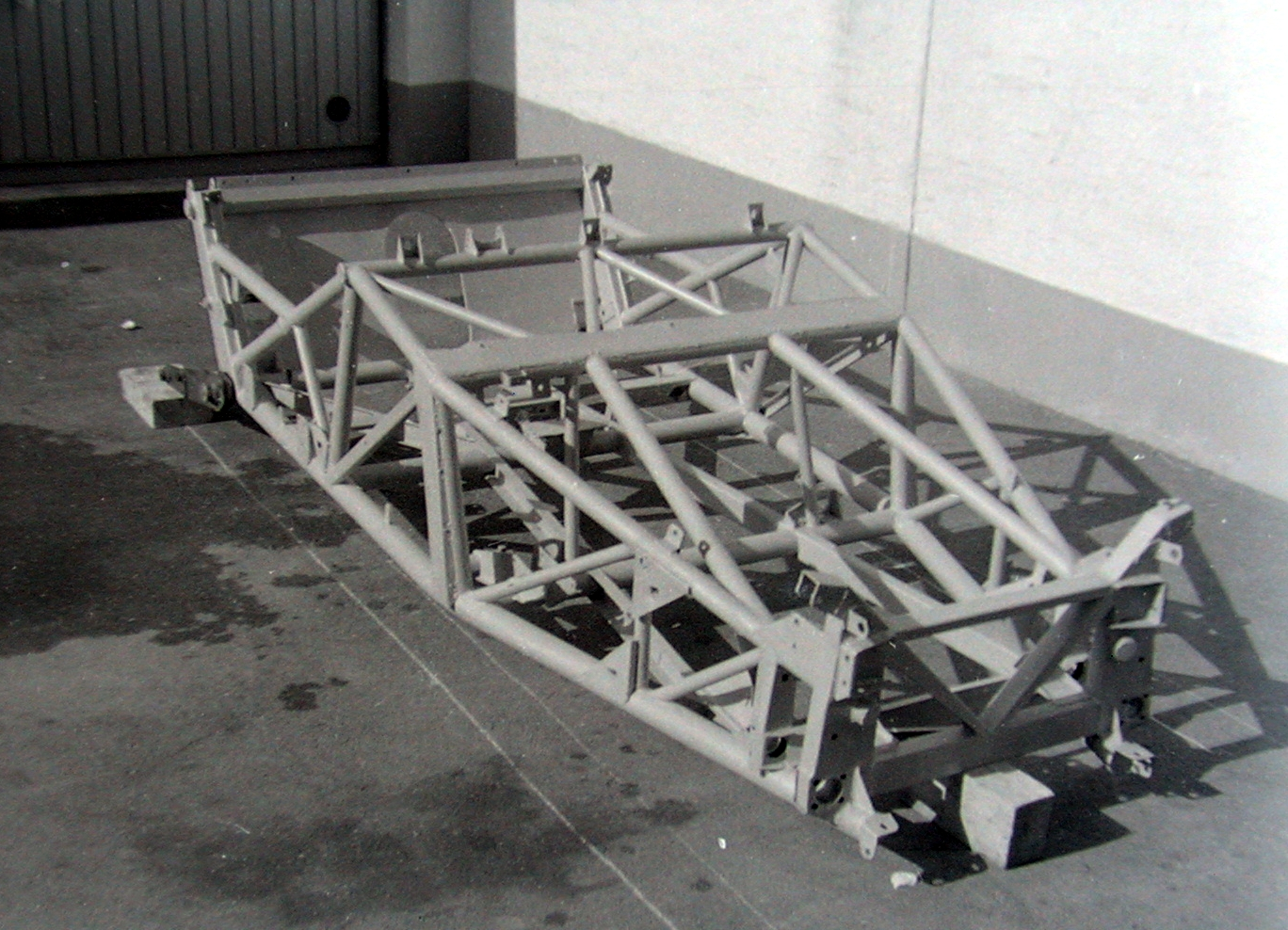
Châssis de Jaguar C-Type

La Maserati Tipo 61 de 1959 (BirdCage) est souvent considérée comme la première voiture à châssis en structure spatiale, mais en 1949, le Dr Robert Eberan-Eberhorst conçut la Jowett Jupiter, présentée au salon de Londres en 1949 et décrochant une victoire de classe aux 24 heures du Mans en 1950. Plus tard, les petits constructeurs automobiles Britanniques ont développé le concept TVR produisant une carrosserie en alliage à deux places sur un châssis multitubulaire, qui apparut en 1949.
Colin Chapman de Lotus a présenté sa première voiture de "production", la Mark VI, en 1952. Elle était influencée par châssis de la Jaguar C-Type, avec quatre tubes de deux diamètres différents, séparés par des tubes plus étroits. Chapman a réduit le diamètre du tube pour les Lotus plus légères, mais n'a pas réduit les petits tubes, peut-être parce qu'il considéra que cela semblerait fragile pour les acheteurs. Bien que largement décrit comme un châssis à structure spatiale, Lotus n'a pas construit un vrai châssis à structure spatiale avant la Mark VIII, avec l'influence d'autres designers ayant l'expérience dans le secteur de l'industrie aéronautique.
D'autres exemples notables de voitures ayant un châssis à structure spatiale incluent les Audi R8, Ferrari 360, Lamborghini Gallardo, la Mercedes-Benz SLS AMG, Pontiac Fiero et Saturne S-Serie.

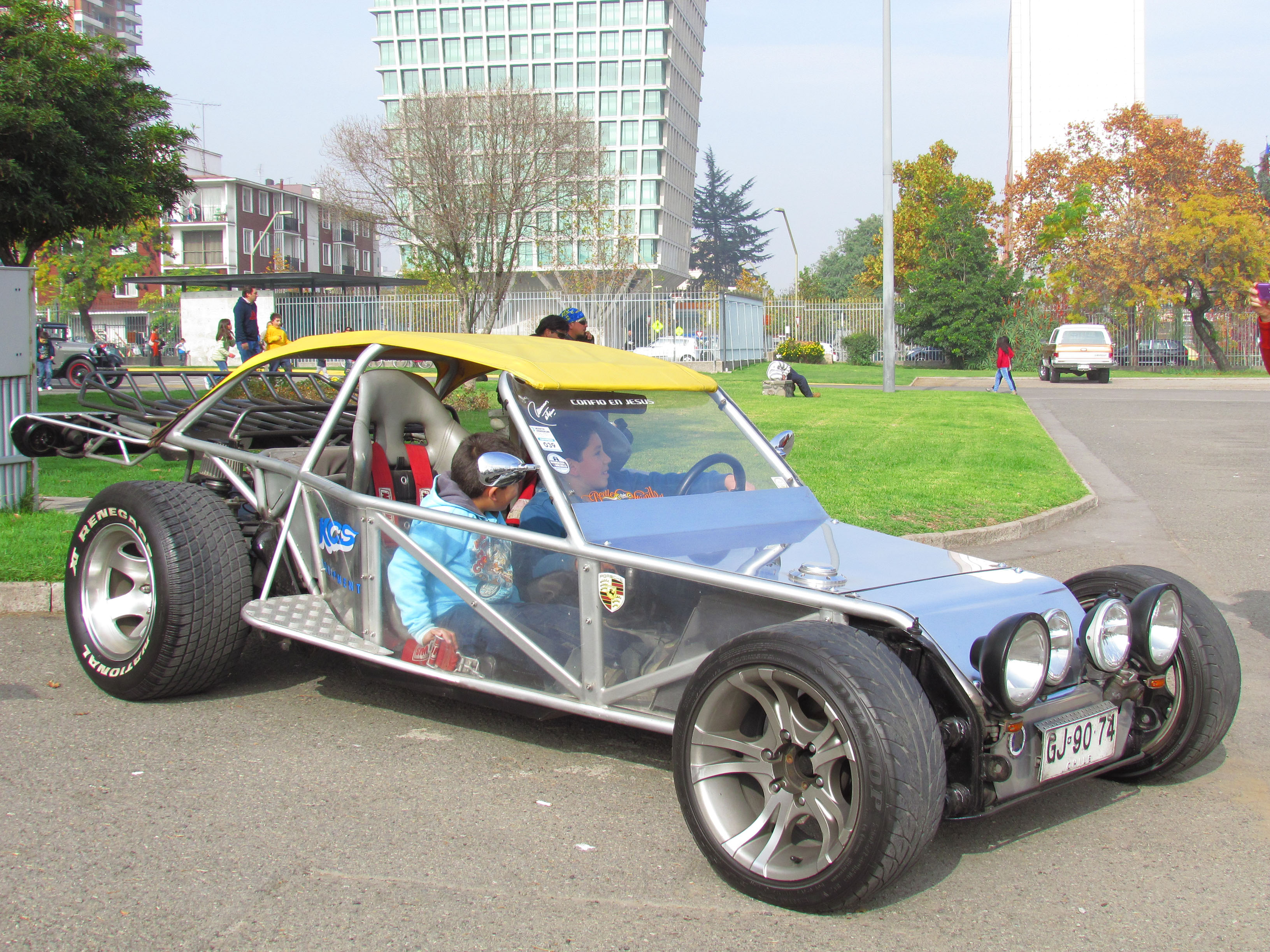
Une kitcar chilienne montrant son châssis à structure spatiale (2013).

Un grand nombre de kit voitures, utilisent la construction en structure spatiale car la fabrication en petite quantité ne nécessite que des simple et peu coûteux gabarits, et il est relativement facile pour un concepteur amateur d'obtenir une bonne rigidité avec une structure spatiale. Ces châssis sont généralement soudés MIG, bien que les plus chers utilisent souvent des soudures TIG, un processus plus lent et plus hautement qualifié. Beaucoup ressemblent aux Lotus Mark VII, d'autres sont proches des répliques d'AC Cobra ou des supercars italiennes, et certaines sont des créations originales ne ressemblant à aucun autre véhicule. Souvent, un effort considérable fut fait par les concepteurs pour produire des vrais châssis à structure spatiale avec tous les points de charge importante calés en 3 dimensions, résultant en forces et rigidités comparables ou supérieures à celles des voitures de production. Les autres sont des cadres de tubes et non pas de véritables structures spatiales, car ils utilisent des tubes de relativement grand diamètre, souvent courbés, qui sont porteurs de charges variables, mais restent suffisamment rigides en raison de leur grand diamètre. Cependant, certaines conceptions de qualité inférieure ne sont pas de véritables structures spatiales car les tubes sont porteurs de charges de flexion considérables. Cela va entraîner une grande flexion due à des forces dynamiques, et, finalement, la fracture par fatigue, un mécanisme de défaillance qui est rare dans une véritable structure spatiale correctement conçue. La réduction de la rigidité va également nuire à la conduite.

Un inconvénient du châssis à structure spatiale est qu'il renferme beaucoup le volume de la voiture et en rend l'accès pour le conducteur et au moteur difficile. Certains spaceframes ont été conçus avec des sections amovibles, attachées par des articulations boulonnées. Une telle structure avait déjà été utilisée autour du moteur de la Lotus Mark III. Bien qu'un peu gênant, un avantage du châssis à structure spatiale est que la même absence de forces de flexion dans les tubes qui lui permettent d'être modélisé comme un treillis signifie aussi que cette partie amovible ne réduira pas la force du châssis assemblé.

#### Les motos et les vélos
La moto Italienne Ducati utilise de manière intensive le châssis à tubes sur ses modèles.
Les structures spatiales ont également été utilisées pour les vélos, tels que ceux conçus par Alex Moulton.